# ايس فينتورا
ايس فينتورا شخصية خيالية كوميدية أبتكرها الكاتب السينمائي جاك بيرنشتاين ولقد ظهر الشخصية في فلمين وهما إيس فانتورا: محقق الحيوانات الأليفة وايس فنتورا: عندما تنادي الطبيعة وقد أدى الدور الممثل الكوميدي الكندي جيم كاري في عامي 1994 و 1995 وفي عام 1995 صدر مسلسل كرتوني باسم إيس فينتورا (مسلسل).

## روابط خارجية
- إيس فانتورا: محقق الحيوانات الأليفة  في قاعدة بيانات الأفلام على الإنترنت (بالإنجليزية)
- ايس فنتورا: عندما تنادي الطبيعة  في قاعدة بيانات الأفلام على الإنترنت (بالإنجليزية)
- ايس فينتورا جونيور: محقق الحيوانات الأليفة  في قاعدة بيانات الأفلام على الإنترنت (بالإنجليزية)